# 銀色の夢
「銀色の夢」（ぎんいろのゆめ）は、1996年11月11日に森高千里が発表した楽曲、及び30枚目のシングル。CDコードはEPDA-32。タイトル通り、ジャケットは銀色。
明治チョコレート「Meltykiss」TVCMソング。
『PEACHBERRY』にも収録されている。

## 収録曲
1. 銀色の夢 （作詞：森高千里／作曲：伊秩弘将）
2. 太陽と青い月（太陽神ヴァージョン） （作詞・作曲：森高千里）
3. 銀色の夢 （オリジナル・カラオケ）

## 演奏

### 銀色の夢
- 森高千里　ドラムス、コーラス
- 前嶋康明　アコースティックピアノ
- 高橋諭一　ギター、キーボード
- 瀬戸由紀男　ベース
- 橋本慎　大正琴

森高のシングル曲で唯一、大正琴を取り入れている

### 太陽と青い月（太陽神ヴァージョン）
- 森高千里　ドラムス、アコースティックピアノ
- 前嶋康明　フェンダーローズ、パーカッション
- 横山雅氏　ベース
- 高橋諭一　キーボード

## 収録アルバム
- PEACHBERRY (1)
- ザ・シングルス (1)